# INALCA
 (juin 2024).
INALCA S.p.A. - Industria Alimentare Carne est une entreprise agroalimentaire italienne, fondée en 1963 par Luigi Cremonini (it) à Castelvetro dans la Province de Modène, spécialisée dans la viande bovine. Cette entreprise est le moteur du développement de toutes les activités du Groupe Cremonini SpA.
La société est le leader en Italie et l'un des principaux acteurs européens dans le secteur de la viande bovine. C'est le plus grand producteur de hamburgers et de viandes en conserve en Italie. Avec sa filiale Italia Alimentari S.p.A., elle figure parmi les principaux opérateurs italiens dans les secteurs de la charcuterie et des snacks.
L'entreprise, à travers sa filiale INALCA Food & Beverage S.p.A., est un des leaders dans la distribution de produits alimentaires typiques Made in Italy, à l'étranger, disposant de ses propres plateformes logistiques dans chaque pays.

## Histoire

### Génèse
Luigi Cremonini (it), né en 1939 à Savignano sul Panaro, fils de petits agriculteurs, obtient un diplôme d'expert agricole à l'université de Modène. À seulement 19 ans, il achète une petite ferme porcine puis se tourne vers le secteur bovin et travaille dans un groupe coopératif, comme on trouve très souvent dans la région Émilie-Romagne. En 1963, avec son frère Giuseppe, il ouvre une boucherie. En 1966, il s'intéresse au secteur de l'abattage et à la production de viande bovine et fonde la société INALCA.
Au cours des années 1970, la société se développe et rachète plusieurs entreprises du secteur de la charcuterie et devient un des leaders italiens dans ce domaine. Dans les années 1980, la société rachète la chaîne de restauration rapide italienne Burghy (it) puis la revend à l'américain McDonald's au milieu des années 1990 en échange du contrat de fourniture exclusive de la viande de bœuf à tous les établissements de restauration rapide du groupe américain en Italie et dans la plupart des pays d'Europe. L'entreprise rachète ensuite la société MARR S.p.A. de Rimini spécialisée dans la distribution de produits alimentaires aux restaurateurs. En 1991, elle rachète la société Montana, une très ancienne entreprise spécialisée dans les conserves de viande.
En 2001, la diversification d'activité est engagée dans toutes les filiales étrangères, en Espagne, en Russie et dans les différents pays africains, de l'Algérie au Congo, du Mozambique à la Côte d'Ivoire. Par la suite, des usines sont implantées en Pologne et à Toronto, au Canada (J-V avec Joe Vitale), une plateforme logistique au Kazakhstan et deux sociétés, Fresco Gourmet et Itons, rachetées en Australie.
En janvier 2016, le groupe rachète la marque historique italienne de conserves de viande Manzotin, concurrent direct de Montana Meat, auprès de la Générale Conserve, une société opérant sur le marché des conserves de viande et de thon.

### La société INALCA S.p.A.
La société  INALCA S.p.A. - Industria Alimentare Carne, société d’abattage de bovins, a été fondée à Castelvetro di Modena dans la Province de Modène au mois de juillet 1963 par Luigi Cremonini, son frère Giuseppe et Luciano Brandoli. Dès 1969, ils doivent agrandir leur bâtiment pour absorber une capacité de plus de 1 000 têtes par semaine. En 1971, l'entreprise rachète l'entreprise d'exploitation agricole Corticella dont l'activité principale est l'élevage de bovins. En 1976, l'entreprise s'intéresse au secteur de la charcuterie et rachète la fameuse entreprise italienne Montorsi, entreprise leader de la charcuterie haut de gamme.
En 1982, l'entreprise s'agrandit encore en triplant ses ateliers de Castelvetro pour atteindre une capacité hebdomadaire de 3 000 têtes, la plus grande structure italienne du secteur. La société se dote d'une ligne de production de 40 tonnes de hamburgers par semaine. Parmi les principaux clients, on trouve la chaîne de restauration rapide italienne Burghy (it), très populaire et appartenant aussi au Groupe Cremonini. Le chiffre d’affaires d’INALCA SpA atteint 318 milliards de £ires, dont 50 réalisés à l’étranger.
En 1986, INALCA rachète la société ICAR de Rieti, spécialisée dans la production de viandes en conserve. En 1991, elle rachète la société Ascal Montana, leader italien incontesté de la production de viandes en conserve détenant la célèbre marque historique Montana et son Jambonet.
En 1999, INALCA inaugure à Ospedaletto Lodigiano le plus grand établissement européen de production de viandes bovines et de produits carnés transformés. Le site de 377 000 m2 (dont 60 000 couverts a une capacité d’abattage hebdomadaire de 6 000 têtes, comprend des chaînes de production à l’avant-garde, garantissant un excellent niveau de qualité totalement conforme aux drastiques normes sanitaires de l’Union Européenne.
En 2001, INALCA s’intéresse au secteur de la charcuterie et rachète la société Ibis de Busseto et un établissement à Postalesio, dans la Valteline, spécialisé dans la production de bresaola.

### Le groupe INALCA S.p.A.
Le secteur Production dirigé par INALCA SpA dispose de 20 usines hautement automatisées en Italie, chacune spécialisée par type de produit. 15 sont destinées à la production de viande et 5 de charcuterie, snacks et plats cuisinés. À l'étranger, INALCA SpA gère directement 23 plateformes logistiques de distribution, 7 en Russie, 14 en Afrique dans 6 pays (Angola, Algérie, Congo, République démocratique du Congo, Mozambique et Côte d'Ivoire) et 2 au Kazakhstan. En Russie, INALCA SpA possède un abattoir à Orenbourg, à la frontière avec le Kazakhstan, qui lui permet de contrôler l'ensemble de la chaîne de production et une usine de pointe à Odintsovo, (banlieue de Moscou), pour la production de hamburgers et de bacon. Un important abattoir est également opérationnel à Sochocin, en Pologne. En 2016, une usine spécialisée dans la production de charcuteries prétranchées a été mise en service au Canada et, depuis 2019, une dans le New Jersey, aux États-Unis, grâce auxquelles la société alimente directement le marché nord-américain.
La société INALCA S.p.A. est devenue la société tête de file de la division Viandes du secteur « Production » du groupe Cremonini S.p.A.. Elle produit et commercialise dans toute l'Europe sa gamme complète de produits à base de viande bovine, qu'elle gère depuis l'élevage jusqu'au produit fini, à travers 52 filiales dont 29 à l'étranger, 27 plateformes de distribution et 5 sites de production à l'étranger. La société INALCA S.p.A. est la holding chef de file du secteur "Production" comprenant 3 divisions :

#### Division Viande bovine
Le groupe est un des plus importants acteurs du secteur de l'industrie de la viande. L'entreprise, avec ses filiales, gère le cycle complet depuis l'élevage du bétail, l'abattage, la découpe et le conditionnement. Elle est présente en Italie avec 9 sites spécialisés : abattage, désossage, transformation, conditionnement et distribution de viande. Elle est également présente à l'étranger avec des unités d'abattage et de conditionnement et des plateformes logistiques de distribution.
Les différentes sociétés produisent et commercialisent une gamme complète de viande bovine, fraîche et surgelée, sous vide et sous atmosphère protectrice, des produits prêts à l'emploi, des hamburgers, des conserves, des morceaux choisis et des produits dérivés à base de viande bovine sous ses propres marques ou pour le compte de tiers.
La société commercialise plus de 500 000 tonnes de viande chaque année dont 100 000 tonnes de burgers frais et surgelés. INALCA SpA est un leader européen dans le secteur des conserves de viande, avec une capacité de production de 200 millions de boîtes par an, soit environ 50 000 tonnes.

##### Sociétés filiales en Italie
- INALCA - marque commerciale de la division viandes
  - Cremovit S.r.l
  - Dolfen S.r.l
  - Fiorani & C. S.p.A.
  - Ges.Car. S.r.l.
  - Guardamiglio S.r.l.
  - Ina Ten S.r.l.
  - La Torre Soc.Agr.Cons. a r.l.
  - Macello di Parma S.r.l.
  - Parma Serv S.r.l.
  - Realbeef S.r.l.
  - Società Agricola Corticella S.r.l.
  - Tecno-star Due S.r.l.
  - Tecnovit S.r.l.
  - Treerre Food S.r.l

##### Sociétés filiales à l'étranger
- Algérie
  - INALCA Algeria S.a.r.l.
- Angola
  - INALCA Angola Ltda
  - Inter INALCA Angola Ltda.
- Congo
  - INALCA Kinshasa S.a.r.l
  - INALCA Brazzaville S.a.r.l.u.
- Côte d'Ivoire
  - INALCA CI S.a.r.l.
- France
  - Parma France S.a.s
  - Parma Capel S.a.s
- Kazakhstan
  - INALCA Food Service Kaz LLP.
- Mozambique
  - INALCA Mocambique Lda.
  - Industria Alimentar Carnes de Mozambique Lda.
- Pologne
  - Zaklady Miesne Sochocin S.p.zo.o.
- Russie
  - Agrosakmara Llc.
  - Agrosakmara Bashkiriya Llc
  - Inalca Food Service Kaz Llp.
  - Kaskad Ooo Llc.
  - MARR Russia Llc
  - Orenbeef Llc.

#### Division Food & Beverage
Le secteur est administré par la société chef de file Inalca Food & Beverage
- Italie
  - INALCA Food & Beverage
- Australie[4]
  - INALCA Food & Beverage Queensland Pty Ltd.
  - Fresco Gourmet Pty Ltd
  - Itaus Pty Ltd,
  - I&FB Holding Inc.
- Cap Vert
  - INALCA Food & Beverage Cabo Verde Lda.
- Chine
  - Bright View Trading HK Ltd. (Hong Kong)
  - INALCA Food & Beverage China Hld Ltd.
  - INALCA F&B Beijing Holding Ltd
  - INALCA F&B Beijing Co.
  - INALCA Food & Beverage Sdn Bhd
  - INALCA Food & Beverage (Shanghai) Co. Ltd.
  - Royi Wine & Spirit (China) LTD
  - Royi Wine (Shanghai) LTD
  - Top Best International Hld Ltd
  - Zhongshan Inalca Food & Beverage Co Ltd
- Espagne
  - Comit S.L (Tenerife)
  - Hosteria Buttarelli S.L.
  - Tecali S.L.
- États-Unis
  - Inalca Food & Beverage North America Llc
- Malaisie
  - Inalca Food & Beverage Malaysia Holding Sdn Bhd
- Pologne
  - Mille Sapori Plus S.p.zo.o.
  - MSP Transport Sp.zo.o
- Thaïlande
  - Inalca Food & Beverage (Thailand) Ltd;

#### Division Salaisons & Snack
Le secteur est dirigé par la société chef de file Italia Alimentari S.p.A.. La société et ses filiales produisent de la charcuterie dans les zones de valorisation des produits typiques distingués par les labels D.O.P. (A.O.P. italien) et I.G.P. (Culatello di Zibello, Bresaola della Valtellina, Mortadella Bologna, Salamini alla Cacciatora (it)), des jambons crus et cuits, saucissons (salamis), mortadelle, bresaola, coppa, sandwichs et produits de snacking.
Dans le domaine de la charcuterie, Italia Alimentari SpA opère à partir de ses propres usines. Elle est également spécialisée dans la préparation de produits prétranchés et le conditionnement de snacks et de plats cuisinés, disposant de 30 lignes de transformation de pointe où sont conditionnées environ 160 000 000 barquettes de produits prétranchés et 40 000 000 sandwichs par an.
La division snacks est la plus jeune unité commerciale de l'entreprise qui, en quelques années d'activité, a pris le leadership du marché, s'imposant comme l'un des principaux acteurs des canaux HoReCa et GDO. L'entreprise est spécialisée dans la transformation du bacon I.Q.F. pour la restauration, avec une production annuelle de 12 000 tonnes de bacon frais.
- Italie
  - Italia Alimentari S.p.A.
  - Castelfrigo LV
  - Cortebuona
  - Ibis
  - Montana
  - Manzotin
  - Salumi d'Emilia
  - Spanino
- Allemagne
  - Montana Alimentari GMBH
- Canada
  - Italia Alimentari Canada Ltd.
- États-Unis
  - Italia Alimentari USA Corporation

INALCA S.p.A. a représenté 53% du chiffre d'affaires total du groupe Cremonini S.p.A. en 2022, soit 2 849 844 €uros, en hausse de 17,46% sur 2021.
Les principaux réseaux de commercialisation sont :
- les groupes de grande distribution 30%,
- les industries nationales et multinationales du secteur alimentaire 11%,
- les chaînes de restauration et de traiteur 28%,
- la distribution traditionnelle 20%,
- autres : 11%.

## Politique environnementale du groupe
Qualité, environnement et énergie issue de sources renouvelables
Transformer la biomasse issue des déchets des processus de production en énergie, c'est ce qu'INALCA a réalisé au cours des 15 dernières années.
Avec 6 centrales biogaz industrielles et agricoles, 8 centrales de cogénération gaz naturel et méthane et un réseau de systèmes photovoltaïques répartis dans toutes les usines du Groupe, INALCA a réduit les émissions de (co) de plus de 64 250 tonnes par an.
La société a entrepris la réalisation, en collaboration avec les principaux acteurs italiens des énergies renouvelables, un important projet de conversion de ses installations de biogaz en installations de biométhane pour le transport. Un exemple d'économie circulaire et durable : le carburant sera utilisé par les mêmes flottes qui distribuent la viande aux supermarchés et par les tracteurs qui travaillent la terre et sur l'ensemble de la chaîne d'approvisionnement.
La société INALCA auto-produit aujourd'hui 71,5 % de l'énergie qu'elle utilise, dont 36 % issue de sources renouvelables et compte environ 7 600 salariés, dont plus de 1 600 à l'étranger, en Russie et en Afrique notamment.

## Actionnaires
Le capital de la société INALCA SpA est détenu par les deux actionnaires : 
- le groupe Cremonini S.p.A. (72%)
- la Cassa Depositi e Prestiti (28%)[3].

Le groupe Cremonini est entièrement détenu par la famille Cremonini :
- Ci Erre LUX SA (Holding financière de la famille Cremonini) : 26,84 %
- Cremofin Srl (Holding financière de la famille Cremonini) : 23,97 %
- Luigi Cremonini : 6,51 %
- Actions propres : 9,25 %

## Opérations industrielles 2022
- achat de 50% de la société polonaise "Agro-Invest Sp. zo.o.", pour 3,73 M €uros. L'entreprise élève et commercialise des bovins destinés à alimenter le nouvel abattoir mis en service début 2023,
- rachat par "Agricola Corticella" (filiale d'INALCA SpA) d'une participation complémentaire pour atteindre 55% de la société "Torre Soc. Agr. Cons. a.r.l." pour un montant de 5,85 M €uros, important centre agro-zootechnique d'Isola della Scala (Province de Vérone), fournisseur exclusif de bovins et 1 000 hectares de terres agricoles sur les communes de Vigasio et Trevenzuolo, (5 août 2022),
- rachat par "INALCA Food & Beverage Srl" du solde du capital de sa filiale "Bright View Trading Hong Kong Ltd." pour 1,46 M €uros,
- achat par la filiale "Fresco Gourmet Pty Ltd." de la société "Host Inns Pty Ltd" pour 0,74 M €uros,
- achat de 30% de la société "Biorg Srl", (70% au Groupe Hera), via le transfert des activités de compostage situées sur la commune de Nonantola appartenant à la filiale "Sara Srl" pour une valeur de 3 millions d'€uros,
- agrandissement de 3 sites du groupe INALCA S.p.A. :
  - ateliers d'équarrissage,
  - équipement en silos complémentaires pour le stockage des farines alimentaires de l'usine de Castelvetro,
  - construction d'une centrale de tri-génération et d'une unité de panneaux photovoltaïques de dernière génération,
  - doublement des ateliers de stockage et de transformation du cuir du site de Pegognaga,
  - construction d'une nouvelle unité de cogénération et agrandissement du site de Rieti,
- mise en service d'une nouvelle usine d'abattage et de désossage à Sochocin en Pologne (activité début 2023),
- augmentation du nombre de lignes de production et de tranchage de charcuterie dans tous les sites de la filiale Italia Alimentari S.p.A.,
- installation de systèmes destinés à la valorisation des déchets à travers la production de produits à haute valeur ajoutée de la filiale Castelfrigo LV Srl,
- acquisition de nouvelles écuries et de nouveaux terrains par la filiale Società Agricola Corticella S.r.l.,
- renouvellement des lignes de production automatisées dans les établissements de Piacenza et Castelnuovo Rangone de la filiale Fiorani & C. S.p.A.,
- rachat des 30,19% du capital encore détenu par des tiers de la filiale Bright View Trading Hong Kong Ltd. et création d'une nouvelle plateforme pour le stockage automatisé des produits fabriqués et commercialisés par cette filiale asiatique.
- rachat par la filiale espagnole "COMIT S.L." des actions encore détenues par 2 actionnaires minoritaires. La participation du groupe Cremonini passe de 60 à 75 %.
- rachat par COMIT S.L. de la participation détenue par un actionnaire minoritaire dans sa filiale "Tecali", portant sa participation à 68,32 %,

### Chiffre d'affaires du groupe Cremonini SpA
- Répartition du chiffre d'affaires du groupe Cremonini SpA, en Millions €uros, par secteur d'activité

| Secteur activité   | Soc. Holding     | 2022     | %     | 2021     | Evolution (%) |
| ------------------ | ---------------- | -------- | ----- | -------- | ------------- |
| Production         | INALCA SpA       | 2 849,8  | 52,63 | 2 387,8  | + 19,35 %     |
| Distribution       | MARR SpA         | 1 930,5  | 35,65 | 1 456,3  | + 30,26 %     |
| Restauration       | Chef Express SpA | 635,8    | 11,71 | 403,4    | + 57,62 %     |
| Ventes intergroupe |                  | -283,7   |       | -170,4   | +66,49%       |
| Total              | Total            | 5 132,40 | 100   | 4 077,06 | + 25,88 %     |

- Répartition du chiffre d'affaires du groupe Creminini SpA par secteur d'activité et zone géographique

Les montants indiqués sont nets en (Millions €uros), hors ventes inter-sociétés
| Pays             | Production - ( % ) | Production - ( % ) | Production - ( % ) | Production - ( % ) | Distribution - ( % ) | Distribution - ( % ) | Distribution - ( % ) | Distribution - ( % ) | Restauration - ( % ) | Restauration - ( % ) | Restauration - ( % ) | Restauration - ( % ) | Divers - ( % ) | Divers - ( % ) | Divers - ( % ) | Divers - ( % ) | Total - ( % ) | Total - ( % ) | Total - ( % ) | Total - ( % ) |
| Pays             | 2022               | 2022               | 2021               | 2021               | 2022                 | 2022                 | 2021                 | 2021                 | 2022                 | 2022                 | 2021                 | 2021                 | 2022           | 2022           | 2021           | 2021           | 2022          | 2022          | 2021          | 2021          |
| Italie           | 1 566,6            | 59,9               | 1 415,0            | 63,2               | 1 705,7              | 95,1                 | 1 292,4              | 93,6                 | 538,0                | 85,9                 | 324,0                | 89,6                 | 1 924,0        | 100            | 1 515,0        | 100            | 3 812,15      | 75,6          | 3 032,83      | 76,2          |
| Union Européenne | 396,6              | 15,1               | 274,4              | 12,3               | 56,9                 | 3,2                  | 55,3                 | 4,0                  | 81,3                 | 13,0                 | 9,3                  | 2,6                  |                |                |                |                | 534,7         | 10,6          | 339,2         | 8,5           |
| Reste du monde   | 655,9              | 25,0               | 547,9              | 24,5               | 30,7                 | 1,7                  | 33,2                 | 2,4                  | 7,1                  | 1,1                  | 28,2                 | 7,8                  |                |                |                |                | 693,6         | 13,8          | 609,2         | 15,3          |
| Total            | 2 619,1            | 100                | 2 237,1            | 100                | 1 793,2              | 100                  | 1 380,9              | 100                  | 626,3                | 100                  | 361,5                | 100                  | 1 924,0        | 100            | 1 748,0        | 100            | 5 040,5       | 100           | 3 981,3       | 100           |